# Casa Rafel Molins
La Casa Rafel Molins és un edifici del municipi de Figueres (Alt Empordà) que forma part de l'Inventari del Patrimoni Arquitectònic de Catalunya.

## Descripció
Edifici entre mitgeres. La planta baixa presenta tres portals, actualment dos són locals comercials. Al primer pis balconada correguda, aguantat per mènsules i dentells, de tres obertures amb guardapols d'estil gòtic. De la balconada arrenquen quatre pilastres, que ordenen la façana verticalment, amb fust estriat i ordre compost que separen cada obertura i que acaben al pis superior abans de la cornisa. En el segon pis trobem tres balcons independents amb guardapols apuntat i capitell decorat de pedra. Jerarquia en altura. L'entaulament està cobert per una terrassa.